# Мангут
Мангу́т (рос. Мангут) — село у складі Киринського району Забайкальського краю, Росія. Адміністративний центр та єдиний населений пункт Мангутського сільського поселення.

## Населення
Населення — 2169 осіб (2010; 2286 у 2002).
Національний склад (станом на 2002 рік):
- росіяни — 96 %